# Aisha (cantante)
Aisha, pseudonimo di Aija Andrejeva (Ogre, 16 gennaio 1986), è una cantante lettone.

## Biografia
Figlia di Olegs Andrejevs, voce degli Opus Pro morto il 27 dicembre 2021 a 59 anni, trascorre la prima infanzia a  Lielvārde. Studia pianoforte e flauto, cominciando ad avvicinarsi al mondo del pop. Partecipa alle selezioni nazionali per accedere all'Eurovision Song Contest 2007, riuscendo a classificarsi seconda, alle spalle di Andris Erglis che parteciperà alla manifestazione il gruppo musicale Bonaparti.lv.
Aisha partecipa al programma Dejo ar zvaigzni 2 (Danza con le stelle 2), trasmesso dall'emittente nazionale TV 3. Pubblica il suo primo album da solista Viss kārtībā, mincīt, dal quale è tratto il singolo Dziesma pustumsā, che riscuote un discreto successo, venendo frequentemente trasmesso dalle le emittenti radio lettoni.
Nel 2010 vince l'Eirodziesma con la canzone What for?, rappresentando così il suo paese all'Eurovision Song Contest 2010, dove arriva ultima in semifinale. L'anno dopo, presenta i voti della Lettonia, dando il bentornato nella competizione all'Italia, che arriva seconda proprio grazie agli ultimi 12 punti del paese baltico.

## Discografia parziale

### Discografia con Credo, Aisha & Candy

#### Album
- 2005 - Padodies Man

### Discografia come Aisha

#### Album
- 2008 - Viss kārtībā, mincīt!
- 2009 - Dvēselīte

#### EP
- 2010 - What for?

### Discografia come Aija Andrejeva

#### Album
- 2012 - Grāmatzīme
- 2013 - Mežā